# Shumpei Inoue
Pour les articles homonymes, voir Inoue.
Shumpei Inoue (井上 俊平, Inoue Shumpei) est un footballeur international japonais. Il évoluait au poste d'attaquant.

## Carrière
Shumpei Inoue effectue son unique apparition en équipe nationale japonaise le 24 mai 1923, lors d'un match contre la Chine, qui s'impose sur le score de 5-1, dans le cadre des Jeux de l'Extrême-Orient.
Il joue alors en club à l'Osaka Soccer Club.